# Abric del Filador
L'abric del Filador és un jaciment del municipi de Margalef de Montsant (Priorat), declarat bé cultural d'interès local.
Ofereix una seqüència cronològica de tot el període Epipaleolític a Catalunya, en les seves diverses fàcies, fins al Neolític inicial. Fou excavat per Salvador Vilaseca entre els anys 1930 i 1960, de manera intermitent i, d'ençà del 1979, ho és per J. M. Fullola.

## Descripció
Es tracta d'un gran abric rocós d'uns 100 metres de longitud, encara que el jaciment arqueològic se'n situa a la zona central. S'ubica a 15 metres per sobre del nivell actual del riu Montsant, i a uns 340 metres sobre el nivell del mar, just davant del nucli de Margalef. Aquesta zona constitueix l'extrem més septentrional de la serra del Montsant.
A la zona de la serra del Montsant, hi ha una alternança de capes de conglomerats de l'oligocè estampià i capes de gresos, argiles vermelles i capes de guix de l'oligocè sannoisià. La duresa diferencial d'aquestes formacions ha facilitat la formació de nombrosos abrics a la zona. L'erosió de les capes més toves de les arenoses sannoisianes, realitzada per l'acció fluvial, ha permès que els conglomerats, molt més durs, sobresurtin formant aquests abrics, utilitzats per l'ésser humà fins a l'època històrica.
Aquesta riquesa en abrics que presenta la zona intermèdia de la vall del riu Montsant fa possible que, en poc tros, hi hagi una gran quantitat d'assentaments, ubicats en els meandres del riu; en aquestes zones, la sedimentació fluvial va afavorir l'acumulació de materials de fracció molt fina, que constitueixen la matriu del sediment d'aquests assentaments humans. Durant el Quaternari, l'erosió fluvial també va propiciar la formació de diferents nivells de terrasses del riu Montsant.

## Història arqueològica
Les primeres notícies que tenim de l'existència de restes prehistòriques a l'abric del Filador provenen de les prospeccions realitzades durant els anys 30 per Salvador Vilaseca. El material recollit va formar part d'una exposició celebrada l'any 1932 a la ciutat de Reus. Posteriorment, aquestes troballes van ser recollides en una publicació sobre la comarca del Priorat.
Les intervencions, dirigides per S. Vilaseca, van començar l'any 1948 i se'n van realitzar campanyes intermitents entre els anys 1952, 1953, 1959 i 1963. Vilaseca va centrar les excavacions en el sector nord-oest, que és on apareix una estratigrafia horitzontal.
Aquestes característiques generals del jaciment van dur Vilaseca a situar l'abric del Filador en «un [E]pipaleolític en procés d'azilianització», d'acord amb els corrents imperants en el moment. Posteriorment, els materials del jaciment que formaven part de la col·lecció Vilaseca van ser revisats per altres investigadors. El primer d'ells va ser F. Jordà, que també hi va distingir uns nivells intermedis epipaleolítics i mesolítics i un moment anterior, el nivell 6, que ell va atribuir al que en aquell moment es coneixia com a epigravetià. Un altre investigador que hi va intervenir va ser Joan Maluquer de Motes que, a partir de la fauna del jaciment, plantejà la hipòtesi que podria tractar-se d'un Neolític sense ceràmica o d'un Neolític preceràmic.
A mitjans dels anys 60, G. Laplace tornà a estudiar-ne els materials. En la seva obra, reuní tots els nivells en un i els inclogué en els complexos sauveterrians i tardenoisians del seu epigravetià final. Durant els primers anys dels 70, J. Fortea torna a revisar els materials que Vilaseca li havia mostrat. A partir d'aquests, individualitzà els dos grans complexos tecnomorfològics de l'Epipaleolític. La singularitat del jaciment del Filador radicava en una àmplia seqüència geomètrica de triangles i segments i, sobretot, en la successió microlaminar i geomètrica, fet únic a tota la vessant mediterrània ibèrica.
Després de més de quinze anys de romandre intacte, l'any 1979, l'equip de Fullola i García-Argüelles va decidir reiniciar les excavacions d'aquest jaciment, que han durat, ininterrompudament, fins a l'any 1997.